# Cacahual
Cacahual es una área no municipalizada de Colombia, situado en el departamento de Guainía, al este del país. Compuesto por los centros poblados: Cacahual, Merey y San Juan. Limita al oeste y norte con la capital departamental, Inírida, al sur con Puerto Colombia, y al este con Venezuela. Se encuentra a una distancia de 68 km de Inírida.
Las vías de comunicación son principalmente fluviales y aéreas. Dista de Inírida la capital departamental 186 km por vía fluvial.
Fue creado el año 1971. La economía se basa en la pesca y la tala de madera.